# Coral Cererols
La Coral Cererols és el nóm una formació coral d'unes quaranta veus mixtes amb seu al barri del Congrés de Barcelona. L'any 1970 va iniciar les seves activitats dirigit per Josep Llobet i Terricabres,
Es poden destacar aquestes importants fites ordenades per anys:
- L'any 1971 va fer diferents intercanvis amb diferents grups corals. El 13 de juny va fer un concert amb l'Eco de Catalunya[3]
- L'any 1974 va programar un viatge amb un seguit de concerts per diverses capitals europees, Capolona (Italia), Viena (Àustria) i Zurich (Suïssa), aprofitant la seva participació en el 20è Internationaler Chorwettbewerb a la ciutat de Spittel an der Drau (Àustria). Tanmateix en aquest viatge per Europa, va fer un enregistrament a la SRG SSR (Schweizerische Radio, Radio Nacional de Suïssa) d'una part important del seu repertori, que posteriorment es va difondre per moltes de les emissores de ràdio nacionals europees. Per Nadal d'aquell any va fer també un important número de concerts.[4][5]
- El 1975, junt amb l'Orfeó de Sants, la Coral Verge Bruna i les corals infantils de l'Orfeó i la Coral SiFaSol, junt a l'Orquestra Simfònica de Barcelona, van interpretar, en rigorosa l'estrena en català i amb un gran èxit, l'obra de Serenade i l'òpera Sant Nicolau,[6] de Benjamin Britten al Palau de la Música Catalana. Aquestes obres, escrites originalment en llengua anglesa, varen ésser traduïdes i adaptades al català pel mestre Llobet.
- L'any 1976 va participar en un concert al Poble Espanyol de Barcelona amb motiu de la cinquantena edició del concurs de pesebres de l'Associació de Pessebristes de Barcelona.[7]
- Des de la creació de l'entitat fins a l'any 1980, va participar regularment i activament en el Dia Internacional del Canto Coral[8] (posteriorment nomenat Jornades Internacionals del Cant Coral a Barcelona) organitzat pel Districte de Sarrià de l'Ajuntament de Barcelona.